# Викицитатник
Викицита́тник (англ. Wikiquote) — свободное собрание цитат и высказываний известных личностей или героев художественных произведений, создаваемое читателями совместно. Этот сайт создан Фондом Викимедиа на движке MediaWiki. Первоначально появился на английском языке 10 июня 2003 года.
Исходно содержимое проекта было доступно на условиях GNU Free Documentation License. Вклады остаются собственностью их создателей, в то время как копилефт-лицензирование гарантирует, что содержание будет всегда оставаться свободно распространяемым и воспроизводимым.  Вместе с другими проектами Викимедиа Викицитатник перешёл на лицензию Creative Commons Share Alike (CC-BY-SA).
Русский раздел Викицитатника открылся 21 сентября 2004 года, также существуют версии Викицитатника на других языках. К началу мая 2021 г. насчитывается 67 активных сайтов на разных языках суммарно с 251 тыс. статей и 1,8 тыс. активных редакторов.
В начале мая 2021 самый крупный раздел Викицитатника — на английском языке, в котором насчитывается более 39,4 тысяч статей. Русский раздел Викицитатника, содержащий почти 14 тысяч статей с цитатами, занимает четвёртое место по количеству статей, после английского, итальянского и польского разделов. Всего же Викицитатник существует на 89 языках и содержит более 251,8 тысяч статей.

## История сайта
Статистика, на которой основана таблица:
| Дата            | Развитие |
| --------------- | --- |
| 27 июня 2003    | Сайт временно установлен на месте волофскоязычной Википедии                                                     |
| 10 июля 2003    | Создан собственный поддомен quote.wikipedia.org                                                                 |
| 25 августа 2003 | Создан домен wikiquote.org                                                                                      |
| 17 июля 2004    | Добавлены новые языки                                                                                           |
| 13 ноября 2004  | Англоязычный раздел достиг 2 тыс. статей                                                                        |
| Ноябрь 2004     | Появились 24 языковые версии проекта                                                                            |
| Март 2005       | В общей сложности более 10 000 статей                                                                           |
| Июнь 2005       | 34 языка, включая латынь и эсперанто                                                                            |
| 4 ноября 2005   | Английский Викицитатник набрал 5000 статей                                                                      |
| Апрель 2006     | Французский Викицитатник был «снесён» по юридическим обстоятельствам                                            |
| 4 декабря 2006  | Работа французского Викицитатника возобновлена                                                                  |
| Июль 2007       | 40 языков |
| Февраль 2010    | Более 100 тыс. статей во всех языках в общей сложности                                                          |
| Май 2016        | Более 200 тыс. статей                                                                                           |
| Январь 2018     | Викицитатник введён в учебную программу Министерством просвещения, университетов и научных исследований Италии. |

## Особенность Викицитатника
Несмотря на многообразие сайтов, предназначенных для хранения цитат, Викицитатник один из немногих позволяет пользователям самостоятельно внести вклад, включая приведение авторитетных источников и исправление неверных цитат. Статьи Викицитатника сопряжены со статьями известных личностей в Википедии.

## Международный уровень
К началу мая 2021 года имеется 89 языков Викицитатника, из которых 22 неактивны. На них суммарно всего 638 статей, а остальные, активные сайты всего насчитывают 251 865 статей. В проекте зарегистрировано 3 988 885 пользователей, среди них активен 1 821 участник.